# Ludwigia octovalvis
Ludwigia octovalvis, amb el nom comú en anglès de Mexican primrose-willow, és una planta nativa de llocs molt humits de Mèxic i altres llocs tropicals i subtropicals com Texas i el sud-est asiàtic. Es considera una mala herba quan apareix en el cultiu de l'arròs.

## Descripció
És una planta herbàcia de fins a un metre d'alt. Les fulles són alternes i fan fins a 15 cm de llargada. Floreix de juliol a octubre, la flor és tubular amb 4 sèpals triangulars carnosos. El fruit és una càpsula cilíndrica amb nombroses llavors.